# Schnez-Truppe
Schnez-Truppe sau Organizația Schnez a fost o organizație paramilitară clandestină ilegală formată în Germania de Vest în 1949 de veterani ai Wehrmachtului și Waffen-SS sub conducerea lui Albert Schnez⁠(d). Organizația paramilitară era menită să lupte împotriva Uniunii Sovietice în cazul unei invazii sau împotriva comuniștilor germani într-un război civil. S-a raportat că a fost fondată cu un număr de aproximativ 2.000 de foști ofițeri; ulterior a obținut un efectiv total de până la 40.000 de membri.
Organizația era activă în zona de ocupație americană din sudul Germaniei și urmărea să desfășoare până la patru divizii blindate în caz de război. Aceasta urma să devină activă în cazul unui atac din partea Germaniei de Est, într-un conflict intern german similar cu Războiul din Coreea, dar fără interferențe externe.

## Istoric
Organizația a fost formată în secret în 1949 de Albert Schnez, care ajunsese la gradul de colonel în Wehrmacht în timpul celui de-Al Doilea Război Mondial. Scopul armatei secrete formate de Schnez era de a elibera Germania în cazul unei invazii din partea Uniunii Sovietice. Inițial, armata secretă urma să se retragă într-o țară străină, posibil Elveția sau Spania, aceasta din urmă fiind condusă de Francisco Franco.
Armata secretă a lui Schnez urma să aibă arme furnizate de poliția vest-germană, cu ajutorul lui Anton Grasser⁠(d), inspector general al poliției și fost general al Wehrmachtului, care fusese angajat privat de Schnez după război, înainte de a intra în poliție. Schnez a organizat, de asemenea, transportul rutier pentru forțele sale prin intermediul companiilor de logistică.
Organizația s-a angajat în supravegherea politicienilor de stânga, cum ar fi Fritz Erler⁠(d), membru declarat al fracțiunii Partidului Social Democrat din Germania din Parlamentul german. În caz de război, armata secretă urma să fie folosită împotriva comuniștilor din Germania de Vest. Schnez a fost în contact cu alte organizații și persoane de dreapta din Germania, precum Otto Skorzeny, în legătură cu rezistența la o invazie sovietică.
În 1951, Schnez a oferit serviciile organizației sale serviciilor de informații germane, Organizația Gehlen, predecesorea Bundesnachrichtendienst, pentru a furniza liste negre cu persoane potențial de stânga, precum și, într-un caz, pentru a stabili profilul unui membru al poliției ca fiind Halbjude (jumătate evreu).
Cancelarul vest-german Konrad Adenauer a devenit conștient de existența armatei secrete în jurul anului 1951 și a informat principalii politicieni din opoziție cu privire la activitățile acesteia, dar nu a ordonat nicio acțiune decisivă împotriva lui Schnez și a evitat conflictul cu veteranii celui de-Al Doilea Război Mondial. În schimb, el a ordonat serviciilor interne de informații să monitorizeze organizația și să ofere sprijin financiar la scară redusă. În cadrul Organizației Gehlen, Schnez-Truppe a primit numele de cod Unternehmen Versicherungen (Operațiunea de asigurare). Încercările lui Skorzeny de a înființa o organizație similară cu Schnez-Truppe au fost privite mai critic de către Organizația Gehlen, deoarece era considerat prea imprevizibil.
Soarta armatei secrete este necunoscută, dar figuri importante ale Schnez-Truppe s-au alăturat în 1955 forțelor armate vest-germane, Bundeswehr, nou formate la acea vreme. Printre aceștia s-au numărat Adolf Heusinger, primul inspector general al Bundeswehr și președinte al Comitetului militar al NATO între 1961 și 1964, și Hans Speidel⁠(d), comandantul suprem al forțelor terestre ale NATO în Europa Centrală între 1957 și 1963. Albert Schnez a ajuns și el la rangul de inspector general al Bundeswehr și s-a retras în cele din urmă în 1971. El devenise un obstacol în calea reformelor forțelor armate ale ministrului apărării Helmut Schmidt.
Publicul larg din Germania nu a știut de Schnez-Truppe până în 2014, când dosarele referitoare la aceasta au fost declasificate de Bundesnachrichtendienst după ce fuseseră redescoperite în 2011. Dosarele declasificate au fost examinate de istoricul german Agilolf Keßelring⁠(de)[traduceți], nepotul lui Albert Kesselring, care a făcut parte dintr-o comisie independentă pentru a studia istoria timpurie a serviciilor de informații germane. Dosarul despre Schnez-Truppe din arhiva Bundesnachrichtendienst din Pullach, Bavaria, avea peste 300 de pagini.
Schnez-Truppe făcea parte dintr-o mișcare mai amplă în Germania de Vest la acea vreme, cu numele de cod Windhund-Bewegung (mișcarea Greyhound) și bazată pe însemnele Diviziei 116 Panzer. Gerhard von Schwerin⁠(d), fost comandant al diviziei, a fost consultant în probleme militare și de securitate pentru guvernul vest-german sub conducerea lui Adenauer. Germania de Vest, care nu era înarmată la acea vreme, era preocupată de propria incapacitate de a se apăra după izbucnirea războiului din Coreea. Scopul principal era de a avea o contraforță la Kasernierte Volkspolizei⁠(d) din Germania de Est în cazul unui scenariu asemănător cu cel din Coreea, dacă Estul ataca.
Potrivit rapoartelor serviciilor de informații de la acea vreme, Kasernierte Volkspolizei deținea aproape 1.300 de tancuri, dintre care 47 erau grele și 480 tancuri de luptă medii. Schnez-Truppe urma să desfășoare patru divizii blindate, care urmau să fie desfășurate în cazul unui război exclusiv german între Est și Vest, fără interferențe externe. Cu toate acestea, tancurile pentru diviziile blindate ar fi trebuit să fie furnizate de armata SUA, deoarece Germania de Vest nu deținea niciunul la momentul respectiv, iar Schnez a fost cel mai activ în sudul Germaniei, în special în Württemberg și Bavaria, în fosta zonă de ocupație a SUA. Istoricul Agilolf Keßelring a concluzionat că activitățile lui Schnez erau aproape sigur cunoscute de agențiile de informații americane. Schnez-Truppe era organizată până la nivel de companie și era formată predominant din membri ai fostelor divizii de tancuri de elită germane.

## Evaluare
Schnez-Truppe nu s-a apropiat niciodată de un statut și o structură similare Freikorps⁠(d)-ului de după Primul Război Mondial. Istoricul german Sven Felix Kellerhoff⁠(d) a concluzionat că organizația făcea parte din „preistoria” Bundeswehr-ului. În concluzia lui Kellerhoff, organizația era cunoscută de guvernul german, de opoziția politică germană, de agențiile de informații germane și de autoritățile americane din Germania. Schnez-Truppe a reprezentat un risc politic, dar având în vedere lipsa oricărei capacități defensive native în Germania de Vest, a fost o măsură necesară pentru a contracara amenințarea percepută din partea Germaniei de Est comuniste.